# Sancho de Noronha (c.1515-1573)
D. Sancho de Noronha (c.1515 - c. 1576), foi 4º conde de Odemira, senhor desta vila, e de Mortágua, Penacova, das terras de Riba de Vouga, e dos julgados de Eixos, Oies, Paus, e Vilarinho, alcaide-mor de Estremoz e de Alvor.
Era filho de D. Afonso de Noronha (c.1491-1516), herdeiro do 3º conde de Odemira, e de D. Maria de Ataíde, senhora de Penacova.
Seu tio-avô D. Fernando de Faro e seu tio D. João de Faro disputaram-lhe o senhorio de Vimieiro, tendo sido proferida sentença a favor do primeiro (1532).
Teve o senhorio da vila de Penacova, e a alcaidaria-mor da de Alvor, que herdou de sua mãe, filha de Nuno Fernandes de Ataíde, o famoso governador e capitão de Safim.
Foi mordomo-mor da rainha Catarina de Áustria, por quem foi nomeado seu testamenteiro, o que ele não chegou a ser por ter morrido antes dela.
Em 1560 venceu uma demanda contra D. Álvaro de Sousa, Diogo Lopes de Sousa e o procurador da Coroa, obtendo a posse efectiva e plena do almoxarifado de Eixos.
Em 20.07.1576, foram-lhe confirmados vários direitos reais da vila de Alvor, que haviam sido do Infante D. Henrique. Esses direitos haviam sido doados, por carta de D. Manuel I, de 12 de fevereiro de 1517, a D. Maria de Ataíde. "mulher que fôra de D. Afonso, filho maior do 3º Conde de Odemira, e filha de Nuno Fernandes de Ataíde, capitão e governador de Safim, que morrera em combate em África". A D. Maria de Ataíde foi confirmada a carta de D. Manuel I em 27 de julho de 1528.
Casou (c.1540) com D. Margarida de Vilhena, 4ª senhora de Mortágua, filha de D. João da Silva, 2º conde de Portalegre, e de D. Maria de Meneses (filha de D. Álvaro de Bragança), de quem teve oito filhos:
- Maria de Vilhena (c.1541-?), casada com Luís de Ataíde, 3º conde de Atouguia, marquês de Santarém e 10º Vice-Rei da Índia, sem geração.
- Afonso de Noronha (c.1542 - 1578), 5º conde de Odemira.
- António de Noronha (c.1543 - Alcácer Quibir, 1578)
- Joana de Vilhena (c.1545-?), freira.
- Nuno de Noronha (c.1546-1608), bispo de Viseu e da Guarda.
- Antónia de Vilhena (c. 1547-?), freira.
- Diogo de Noronha (c.1549-1582), frade da Ordem de S. Domingos
- Manuel de Noronha (c.1550 - Alcácer Quibir, 1578)
- Luís de Noronha (c.1552-?), morreu jovem. Comendador de Sines.
- Ana de Vilhena (c.1554-?), freira.